# Kouchi gari
Kouchi Gari (小内刈) é um dos 40 Nage waza originais como desenvolvido por Jigoro Kano. Pertence ao segundo grupo, Dai nikyo, da lista de projeções tradicionais, Gokyo (no waza), de Judo Kodokan . Também faz parte das atuais 67 Projeções de Kodokan Judo. É classificado como uma técnica de pé, Ashi waza.